# Vardanes Vesnaspe
Vardanes (em latim: Vardanes; em grego: Βαρδάνης, Bardánēs; em armênio: Վարդան, Vardan; em parta: *Vardān), dito Vesnaspe (em armênio: Վշնասպ; romaniz.: Všnasp), foi um oficial persa do final do século VI, ativo no reinado do xá Cosroes I (r. 531–579).

## Nome
Vardanes (Βαρδάνης, Bardánēs) ou Vardânio (em latim: Vardanius; em grego: Βαρδάνιος, Bardánios) é a forma latina do persa médio Vardã (*Wardān), que pode ter derivado do parta vard- (em iraniano antigo *vr̥da-), "rosa", ou do iraniano antigo vard-, "virar". Foi registrado em grego como Ordanes (Ὀρδάνης, Ordánēs), Ordones (Ὀρδωνης, Ordōnēs) e Uardanes (Οὐαρδάνες, Ouardánēs), em aramaico de Hatra (wrdn) e armênio como Vardã (Վարդան, Vardan) e em georgiano como Vardã (em georgiano: ვარდან), Vardan) e Vardém (ვარდენ, Varden). Durante o Império Bizantino, por vezes foi usado como sinônimo do aparentado Bardas, a helenização do armênio Varde. Já o seu segundo nome, Vesnaspe (Վշնասպ, Všnasp), é a forma armênia do persa médio Visnaspe (Višnasp) / Gusnaspe (Gušnasp), "aquele com cavalos" (de gušn (do iraniano antigo *vṛšna-), "macho", e asp, "cavalo").

## Vida
Vesnaspe aparece em 572, quando substituiu Surena como marzobã da Armênia após ser assassinado pelo rebelde Vardanes III. O assassinato ocorreu porque Surena matou Manuel II, irmão de Vardanes III. Vesnaspe foi ineficiente na supressão da revolta e um ano após assumir o posto foi substituído por Glones Mirranes, o aspebedes nomeado como comandante de um exército de 20 mil soldados para conter a revolta.